# Mesabolivar guapiara
Mesabolivar guapiara är en spindelart som beskrevs av Huber 2000. Mesabolivar guapiara ingår i släktet Mesabolivar och familjen dallerspindlar. Inga underarter finns listade i Catalogue of Life.